# Oumar Ben Salah
Oumar Ben Salah (Abiyán, Costa de Marfil, 2 de julio de 1964) es un exfutbolista de Costa de Marfil que jugaba en la posición de centrocampista.

## Carrera

### Club
| Periodo   | Club            |
| --------- | --------------- |
| 1983-1986 | Stade d'Abidjan |
| 1986-1989 | FC Sète 34      |
| 1989-1991 | Avignon Foot 84 |
| 1991-1994 | Le Mans UC 72   |

### Selección nacional
Jugó para Costa de Marfil en 21 ocasiones de 1986 a 1993 y anotó cuatro goles; participó en la Copa Rey Fahd 1992 y en cuatro ediciones de la Copa Africana de Naciones.

## Logros

### Club
- Côte d'Ivoire Cup: 1984
- Coupe Houphouët-Boigny: 1985

### Selección nacional
- Africa Cup of Nations: 1992